# Are Brunettes Safe?
Are Brunettes Safe? è un cortometraggio muto del 1927. Diretto da James Parrott, ha come interprete suo fratello Charley Chase.

## Produzione
Il film, che fu prodotto dagli Hal Roach Studios, venne girato negli stabilimenti della compagnia al 8822 di Washington Blvd, a Culver City.

## Distribuzione
Distribuito dalla Pathé Exchange, il film - un cortometraggio in due bobine - uscì nelle sale USA il 6 febbraio 1927.